# Ryoichi Kawakatsu
Ryoichi Kawakatsu (Kyoto, Japó, 5 d'abril de 1958) és un exfutbolista i entrenador de futbol japonès.

## Selecció japonesa
Ryoichi Kawakatsu va disputar 13 partits amb la selecció japonesa.